# Stephen Hunt
Stephen Patrick Hunt (Portlaoise, República de Irlanda, 1 de agosto de 1981) es un exfutbolista irlandés que jugaba de centrocampista. 
En mayo de 2016 anunció su retirada a la edad de 34 años.

## Selección nacional
Fue internacional con la selección de fútbol de Irlanda en 39 ocasiones en las que anotó un gol.

## Accidente
Chocó con Petr Čech, propinándole un severo golpe con la rodilla en la cabeza, lo que le produjo una fractura de cráneo, en el partido del Reading FC y el Chelsea FC, partido en el cual el portero suplente Carlo Cudicini también sufrió un accidente el mismo partido siendo remplazado por John Terry. Petr Čech a partir de ahí empezó a usar un casco de rugby en entrenamientos y partidos.

## Clubes
| Club                          | País       | Año       |
| ----------------------------- | ---------- | --------- |
| Crystal Palace F. C.          | Inglaterra | 1999-2001 |
| Brentford F. C.               | Inglaterra | 2001-2005 |
| Reading F. C.                 | Inglaterra | 2005-2009 |
| Hull City A. F. C.            | Inglaterra | 2009-2010 |
| Wolverhampton Wanderers F. C. | Inglaterra | 2010-2013 |
| Ipswich Town F. C.            | Inglaterra | 2013-2015 |
| Coventry City F. C.           | Inglaterra | 2016      |